# Laura Närhi
Laura Närhi (ur. 19 stycznia 1978 w Kirkkonummi) – fińska wokalistka. Od 1999 roku w zespole Kemopetrol. Karierę solową rozpoczęła singlem Kuutamolla (Se ei mee pois) w ramach ścieżki dźwiękowej do filmu Kuutamolla (W blasku księżyca). W 2010 roku został wydany jej debiutancki album, Suuri sydän.
Ojcem Laury jest fiński piosenkarz Seppo Närhi, a matką była dyrektor BMG Finland, Maija Kuusi. 21 maja 2011 w kościele w Suomenlinnie Laura Närhi wzięła ślub z Pekką Hara, reżyserem m.in. jej teledysku Tämä on totta.

## Dyskografia

### Albumy studyjne
| Dane dot. albumu                                                          | Pozycja na liście | Sprzedaż       | Certyfikat             |
| Dane dot. albumu                                                          | FIN               | Sprzedaż       | Certyfikat             |
| ------------------------------------------------------------------------- | ----------------- | -------------- | ---------------------- |
| Suuri sydän - Data: 18 sierpnia 2010 - Wydawca: Warner Music Finland, WEA | 3                 | - FIN: 35 046+ | - FIN: platynowa płyta |
| Tuhlari - Data: 26 października 2012 - Wydawca: Warner Music Finland, WEA | 3                 | - FIN: 16 223+ | - FIN: złota płyta     |
| Vastavoimat - Data: 6 listopada 2020 - Wydawca: Warner Music Finland, WEA | 13                |                |                        |

### Single
| Rok  | Tytuł                  | Najwyższe pozycje na listach |
| Rok  | Tytuł                  | FIN                          |
| ---- | ---------------------- | ---------------------------- |
| 2010 | „Jää mun luo”          | –                            |
| 2010 | „Tämä on totta”        | 2                            |
| 2010 | „Mä annan sut pois”    | 2                            |
| 2011 | „Hetken tie on kevyt”  | 1                            |
| 2012 | „Tuhlari”              | –                            |
| 2012 | „Siskoni” (feat. Erin) | –                            |
| 2016 | „Supersankari”         | –                            |
| 2017 | „Olet mulle se”        | –                            |
| 2017 | „Joo joo äiti”         | –                            |